# Анджей з Плонська
Анджей, також Андрій Сплавський або Анджей із Плонська (нар. ? — найпізніше, початок 1459) — польський релігійний діяч. Шостий (останній) латинський єпископ у Володимирі. Перший луцький латинський єпископ після переведення резиденції Луцької дієцезії з Володимира.

## З життєпису
Батько — Станіслав з Плонська, ймовірно, мав прізвище Сплавський.
На основі рішення Папи Римського Мартина V в 1425 році переніс столицю дієцезії з Володимира до Луцька. Анджей з Плонська, на той момент каплан Плоцької дієцезії, на папському консисторі 21 грудня 1425 року отримав номінацію на посаду луцького єпископа РКЦ. Кілька років після входження на посаду не міг сам прибути до курії, що зробив тільки у 1432 році через свого відпоручника — київського єпископа РКЦ Станіслава.
1 квітня 1428 році від великого князя литовського отримав забезпечення для дієцезії, яке було підтверджене наступними князями і монархами (зокрема, Сигізмундом Кейстутовичем у 1437 році). 15 серпня 1428 Витовт надав дотацію для Луцької капітули РКЦ. У червня 1431 разом з єпископом віленським та жмудським брав участь у примиренні кн. Свидригайла і тевтонців.
Під час пам'ятного з'їзду європейських монархів у 1429 році єпископ Анджей із Плонська вийшов із своїм духовенством з привітальною процесією, а також, як пише отець Фелікс Шнарбаховський, «немало натрудився, приймаючи, поруч із Вітовтом, надзвичайно чисельних достойних гостей».
Під час бурхливих політичних подій на Волині в 1430—1431 роках прикладав медіаційні зусилля. Як подає польський історик Ян Длуґош, єпископ був «польськими найманими солдатами позбавлений коней, одягу та всіх інших речей». У 1432—1434 роках єпископ виступає свідком у документах великого князя Сиґізмунда Кейстутовича, що вказує на те, що він став на його бік, дотримуючись вірності, передусім, королю Владиславу ІІ Яґайлі.
31 грудня 1435 року був також свідком на документі довічного миру між Польщею і Тевтонським Орденом, який був укладений у Бжесць-Куявському. Після 1435 року ім'я єпископа А. з Плонська не з'являється в актуально досліджених джерельних матеріалах.
Помер найпізніше на початку 1459 року, бо 10 вересня 1459 Вацлав Рачкович був номінований луцьким єпископом РКЦ.